# Roblox Studio
Roblox Studio — міжплатформовий ігровий рушій для розробки ігор на платформі Roblox.
Рушій дозволяє створювати власні 3D ігри та світи на Roblox, а також різні предмети для свого аватару. Має вбудований редактор коду, а також дозволяє редагувати рівні власноруч.
Roblox Studio є досить зрозумілим для дітей, тому його часто використовують навчальні заклади.
AdoptMe найвідоміша гра створена у Roblox Studio.
Luau — діалект мови Lua, розроблений для Roblox. На відміну від звичайного Lua має опціональну типізацію та вирізані системні бібліотеки.